# Amstel Gold Race 1993
La 28ª edición de la Amstel Gold Race se disputó el 28 de abril de 1993 en la provincia de Limburg (Países Bajos). La carrera constó de una longitud total de 249 km, entre Heerlen y Maastricht.
El vencedor fue el suizo Rolf Jaermann (Ariostea) fue el vencedor de esta edición al imponerse al sprint a su compañero de fuga, el italiano Gianni Bugno (Gatorade). El alemán Jens Heppner (Team Telekom) completó el podio. 

## Clasificación final
| Pos. | Ciclista            | Equipo                 | Tiempo     |
| ---- | ------------------- | ---------------------- | ---------- |
| 1    | Rolf Jaermann       | Ariostea               | 6h 40' 04" |
| 2    | Gianni Bugno        | Gatorade               | m. t.      |
| 3    | Jens Heppner        | Team Telekom           | + 1' 02"   |
| 4    | Maurizio Fondriest  | Lampre                 | + 1' 07"   |
| 5    | Maximilian Sciandri | Motorola               | m. t.      |
| 6    | Adri van der Poel   | Mercatone Uno-Zucchini | m. t.      |
| 7    | Davide Cassani      | Ariostea               | m. t.      |
| 8    | Gert-Jan Theunisse  | TVM                    | m. t.      |
| 9    | Giorgio Furlan      | Ariostea               | + 2' 17"   |
| 10   | Franco Ballerini    | GB-MG Maglificio       | m. t.      |